# Liste der Biografien/Tux
Liste der Biografien |
Portal Biografien |
Personensuche
# |
A |
B |
C |
D |
E |
F |
G |
H |
I |
J |
K |
L |
M |
N |
O |
P |
Q |
R |
S |
T |
U |
V |
W |
X |
Y |
Z |
?
 
Ta |
Tc |
Te |
Tf |
Tg |
Th |
Ti |
Tj |
Tk |
Tl |
Tm |
To |
Tq |
Tr |
Ts |
Tu |
Tv |
Tw |
Tx |
Ty |
Tz
 
Tua |
Tub |
Tuc |
Tud |
Tue |
Tuf |
Tug |
Tuh |
Tui |
Tuj |
Tuk |
Tul |
Tum |
Tun |
Tuo |
Tup |
Tuq |
Tur |
Tus |
Tut |
Tuu |
Tuv |
Tuw |
Tux |
Tuy |
Tuz
Die Liste der Biografien führt alle Personen auf, die in der deutschsprachigen Wikipedia einen Artikel haben. Dieses ist eine Teilliste mit 14 Einträgen von Personen, deren Namen mit den Buchstaben „Tux“ beginnt.

## Tux

### Tuxe
- Tuxen, Anne Vilde (* 1998), norwegische Wasserspringerin
- Tuxen, Christian (1837–1903), dänischer Generalmajor und Kriegsminister
- Tuxen, Erik (1902–1957), dänischer Dirigent
- Tuxen, Helle (* 2001), norwegische Wasserspringerin
- Tuxen, Laurits (1853–1927), dänischer Bildhauer, Porträt-, Historien- und Landschaftsmaler
- Tuxen, Lorenz (1618–1682), dänischer Reitvogt und Vizepräsident am Hofgericht
- Tüxen, Michael (* 1966), deutscher Mathematiker und Hochschullehrer
- Tuxen, Nicoline (1847–1931), dänische Stillleben- und Porträtmalerin
- Tuxen, Nils (* 1949), dänischer Gitarrist und Musikproduzent
- Tüxen, Reinhold (1899–1980), deutscher Biologe, Botaniker und PflanzensoziologeReinhold Tüxen (1899–1980)

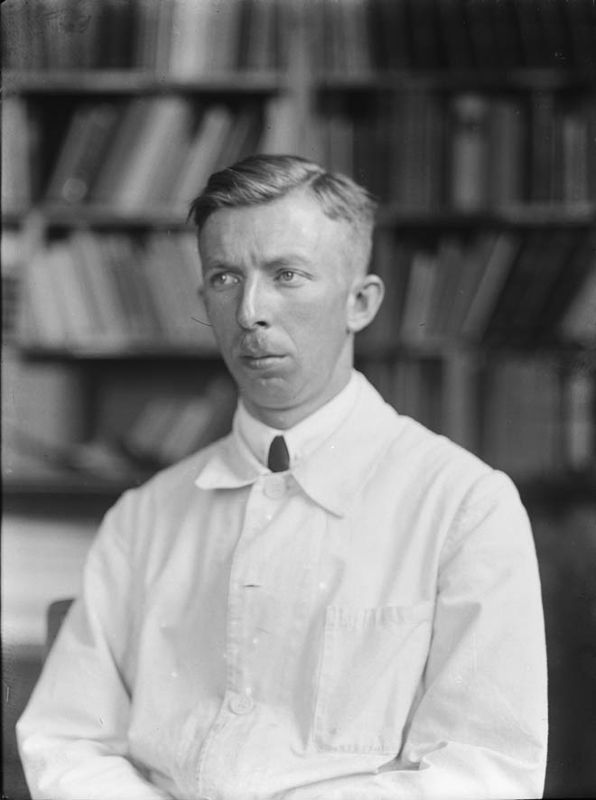
Reinhold Tüxen (1899–1980)

### Tuxh
- Tuxhorn, Georg (1903–1941), deutscher Maler
- Tuxhorn, Victor (1892–1964), deutscher Maler

### Tuxi
- Tuxi, Chriss (1973–2010), österreichischer Schlagersänger

### Tuxw
- Tuxworth, Ian (1942–2020), australischer Politiker